# ملا علی تپه
ملا علی تپه مربوط به عصر آهن است و در شهرستان گنبدکاووس، بخش مرکزی، روستای ملا علی تپه واقع شده و این اثر در تاریخ ۲۲ تیر ۱۳۷۹ با شمارهٔ ثبت ۲۷۱۷ به‌عنوان یکی از آثار ملی ایران به ثبت رسیده است.